# Roy Jay Glauber
Roy Jay Glauber (New York, 1. rujna 1925. – Newton, Massachusetts, 26. prosinca 2018.), američki teorijski fizičar. Diplomirao (1946.) i doktorirao (1949.) na Harvardovu sveučilištu u Cambridgeu, gdje je radio kao profesor fizike. Bio je najmlađi znanstvenik uključen u Projekt Manhattan i proračunavanje kritične mase atomske bombe. Teorijski je povezao optiku i kvantnu mehaniku. Objasnio je da je temeljna razlika između svjetlosti emitirane iz vrućih izvora (na primjer električne žarulje) i laserske svjetlosti u tome što je svjetlost vrućih izvora mješavina svjetlosti više različitih frekvencija i faza, dok laseri emitiraju svjetlost jedinstvene frekvencije i faze (koherentnu svjetlost). Bavio se teorijom visokoenergetskih sudara hadrona, koherencijama između bozona u Bose-Einsteinovu kondenzatu. Za doprinos kvantnoj teoriji optičke koherentnosti dobio Nobelovu nagradu za fiziku 2005. (te su godine nagrađeni i J. L. Hall i T. W. Hänsch).

## Koherentni valovi
Koherentni valovi (koherencija je međusobna usklađenost dvaju ili više procesa) su mehanički ili elektromagnetski jednakih frekvencija, polarizacija i stalnog odnosa faza. Ako se takvi valovi superponiraju, nastaje stacionarna interferencija valova. Koherentne je valove teško dobiti iz dvaju neovisnih izvora, ali se to obično ostvaruje dijeljenjem vala iz jednog izvora u dva snopa i zatim njihovom superpozicijom. U optici je izumom lasera dobiven stalan izvor monokromatskih koherentnih valova, pa se on koristi gdje god je potrebno stvaranje interferencijskih slika, na primjer pri analizi titranja membrana, u interferometriji, u holografiji i drugo.